# 少年棒球聯盟
少年棒球聯盟（英語：Little League Baseball）又稱世界少棒聯盟，是位於美國的一個非營利運動組織，除了管理美國本身的少年棒球、壘球運動外，同時將該等運動擴展到世界各國。
少年棒球聯盟於1939年由卡爾·斯托茨創立於宾夕法尼亚州威廉波特，最初僅有3支球隊。在位於南威廉波特的「少年棒球聯盟國際中心」建有一座「少年棒球聯盟博物館」，展示該聯盟的歷年文物。
少年棒球聯盟為世界少棒大賽、世界次青少棒大賽、世界青少棒大賽及世界青棒大賽的主辦單位。

## 外部連結
- 官方网站
- 少年棒球聯盟在台灣棒球維基館上的頁面（繁體中文）